# Colonia Tovar
Pour les articles homonymes, voir Tovar.
Colonia Tovar est une ville du Venezuela, chef-lieu de la municipalité de Tovar dans l'État d'Aragua. Fondée en 1843, la localité est une ancienne colonie fondée par un groupe de familles allemandes à 1 800 mètres d'altitude.

## Population
Le village est devenu une petite ville en forte croissance, comptant 14 309 habitants au recensement de 2001, contre 3 373 selon le recensement de 1990.
Ce village est atypique dans le pays par son architecture et son urbanisme qui reprend le style pittoresque alpin allemand. La Colonia Tovar est pour cette raison devenue un grand centre touristique.
Ses habitants sont appelés par les Vénézuéliens les « Alemannisch », et sont majoritairement des descendants de travailleurs immigrés allemands de la région du Kaiserstuhl en pays de Bade. Ces « allochtones » sont autorisés à conserver leur culture et leur langue issue du bas-alémanique, l'alemán coloniero.

## Histoire
Une décision prise par le Conseil des Indes en 1801 a autorisé les colonies à accepter des immigrants étrangers, ouvrant la possibilité de fonder des colonies en Amérique espagnole.
Dix ans après, le marquis del Toro offrait des terres à des colons à condition qu'il s'agisse d'immigrants blancs. Des schémas d'immigration sont planifiés et exécutés par des agents privés, dont la plupart étaient étroitement liés avec des propriétaires de Caracas. Cependant, attirer des européens restait difficile parce que le Venezuela présentait peu d'intérêt économique pour les immigrants potentiels et parce que les étrangers considéraient alors le pays comme politiquement instable. La colonie Tovar a fait exception, car fondée par une des familles les plus anciennes et les plus puissants au sein du gouvernement, qui a financé la colonisation et mandaté le colonel Agostino Codazzi et Martin Kassler pour organiser un programme qui a bénéficié du plus grand prêt jamais accordé en vertu du programme d'immigration du pays.
C'est ainsi qu'un groupe de premiers colons allemands arrive au Venezuela pour s'y installer, en 1843.
ce sont 80 familles (358 personnes) du village de Endingen am Kaiserstuhl dans le pays de Bade, qui vivaient alors dans la famine et la misère, qui se sont embarquées au Havre sur le navire Clémentine pour le Nouveau monde, et y sont arrivées après 112 jours de navigation.

Jusqu'au début de la Seconde Guerre mondiale, ces habitants ont eu le droit de parler allemand.

## En littérature
L'écrivaine chilienne Isabel Allende, qui a longtemps vécu en exil au Venezuela, évoque la Colonia Tovar dans son roman Eva luna et dans certains des Contes d'Eva luna.

## Intérêt scientifique
La colonie intéresse les scientifiques, historiens, sociologues et démographes en tant qu'isolat relativement ancien d'une population qui s'est développée de manière relativement confinée avec une certaine consanguinité. Divers facteurs socioculturels et économiques ont eu un effet important sur la formation des unions intra ou extra familiales. Il est aussi probable que d'autres facteurs tels qu'un faible taux de croissance démographique (jusque dans les années 1970), l'absence d'immigration dans les 60-80 premières années et un nombre élevé moyen d'enfants par couple, dans un contexte de relatif isolement géographique, sur plusieurs générations ont influencé le modèle des unions plus ou moins consanguines.